# Malichos II
Malichos II (en arabe : مالك الثاني, Malik al-Thani, le deuxième), fils d'Arétas IV, fut roi des Nabatéens de 40 à 70. Il était l'époux de la reine Shaqilat II.
Il fit de Bosra, avec son fils et successeur Rabbel II, la deuxième capitale du royaume.
Durant son règne, le pouvoir des Nabatéens diminue. Les Romains ont dévié les routes des épices et des parfums vers l'Égypte. Rome étant puissante, Malichos coopère. En 66, la Judée se révolte. Malichos envoie 5 000 cavaliers et 1 000 fantassins à Titus afin de l'aider à mettre fin à la rébellion. [réf. nécessaire]
Les Nabatéens perdent le contrôle de Damas sous son règne.
Malichos II fait frapper de nombreuses monnaies d'argent et de bronze qui le montrent coiffé d'une couronne de laurier ; il fait aussi figurer sur ses monnaies le buste de son épouse Shaqilat II qui porte le titre de « sœur du roi, reine des Nabatéens ».